# Каракемер (Уїльський район)
Каракеме́р (каз. Қаракемер) — село у складі Уїльського району Актюбінської області Казахстану. Входить до складу Уїльського сільського округу.
Населення — 318 осіб (2021; 631 у 2009, 212 у 1999, 701 у 1989).